# 辛搭烯
辛搭烯化学式为C14H12，是一种二环非芳香性有机化合物，其分子式为C14H12，由二个八元环两两相并而成。